# Julian (komes Ceuty)
Julian – prawdopodobnie ostatni egzarcha Kartaginy, bizantyński komes Septem (Ceuty) pochodzenia wizygockiego. 
Septem (dzisiejsza Ceuta na wybrzeżu marokańskim) została przyłączona do Bizancjum w 534. Służyła cesarstwu jako punkt wywiadowczy, obejmujący swym działaniem Hiszpanię i zachodnią część basenu Morza Śródziemnego. W 706 r. Julian odparł atak arabski. Następnie uwikłał się w spory wewnętrzne w hiszpańskim królestwie Wizygotów. Osłabił tym samym swoją pozycję. Gdy w 710 armie Arabów ponownie atakowały Septem, Julian nakłonił agresorów do opuszczenia tych terenów i inwazji na Półwysep Iberyjski (chodziło tu o prywatne porachunki wizygockiego króla Roderyka). Wkrótce Ceuta stała się głównym miejscem przerzutu wojsk do atakowanej Europy. Septem była ostatnią bizantyńską twierdzą w Afryce Północnej. Po śmierci Juliana Arabowie przejęli całkowitą kontrolę nad miastem, nazwanym wkrótce przez nich Sebtach (stąd obecna Ceuta).